# 굴드긴귀박쥐
굴드긴귀박쥐(Nyctophilus gouldi)는 애기박쥐과에 속하는 박쥐의 일종이다. 퀸즐랜드주부터 빅토리아주 그리고 웨스턴오스트레일리아주 남부-서부의 오스트레일리아에서 발견된다. 분포 지역은 강을 따라 준건조 지역으로 확장된다. 나무 구멍 속에 매달려 생활하며, 다양한 곤충을 먹는다. 오스트레일리아 남부 지역에서는 4월부터 9월까지 겨울에 동면을 한다.